# 林万海
林万海（1937年—），中国人民解放军将领、中国人民解放军中将。
毕业于空军第二航空学院。1995年，接替邵荣棠，担任成都军区空军政治委员。1996年，接替马驰，担任沈阳军区空军政治委员。1997年，由沙显明接任。1996年，授中国人民解放军中将军衔。